# Интегрин альфа-7
Интегрин альфа-7 (α7) — мембранный белок, гликопротеин из надсемейства интегринов, продукт гена ITGA7, альфа-субъединица интегрина α7β1, рецептора ламинина. Играет важную роль в развитии и функционировании мышечных клеток.

## Функции
Интегрин альфа-7/бета-1 (α7β1) является основным рецептором для ламинина, находящегося на поверхности миобластов скелетных мышц и миофибрилл. В процессе миогенной дифференцировки α7β1 может индуцировать изменения формы и подвижности миобластов и способствовать их локализации на участках развития вторичных фибрилл, богатых ламинином. Интегрин α7β1 участвует в обеспечении клеточной структурированности миофибрилл, а также в их креплении, жизнестойкости и функционального единства. Изоформы альфа-7X2B и альфа-7X1B обеспечивают клеточную миграцию к ламининам 1 и 2/4, соотв., но изоформа альфа-7X1B менее активна в отношении ламинина-1. Играет роль рецептора к ламинину-2 шванновских клеток и рецептора COMP на сосудистых гладкомышечных клетках в процессе их созревания.

## Структура
Интегрин альфа-7 — крупный белок, состоит из 1148 аминокислот, молекулярная масса белковой части — 128,9 кДа. N-концевой участок (1049 аминокислот) является внеклеточным, далее расположен единственный трансмембранный фрагмент и внутриклеточный фрагмент (78 аминокислот). Внеклеточный фрагмент включает 7 FG-GAP-повторов и от 1 до 5 участков N-гликозилирования. Цитозольный участок включает GFFKR-мотив.
В процессе ограниченного протеолиза внутримолекулярная связь гидролизуется и образуются тяжёлая и лёгкая цепи, связанные дисульфидной связью. Кроме этого, внутримолекулярный протеолиз может приводить к образованию укороченной формы альфа-7 70-кДа.

## Тканевая специфичность
Интегрин α7β1 экспрессирован главным образом в клетках скелетных мышц, а также сердечной мышце, тонком и толстом кишечнике, яичниках и простате, небольшая экспрессия — в лёгких и яичках.

## Патология
Нарушения гена ITGA7 приводят к врождённой мышечной дистрофии, которая проявляется в первые месяцы жизни гипотонией, мышечной слабостью и контрактурой суставов.